# 오드콜로뉴

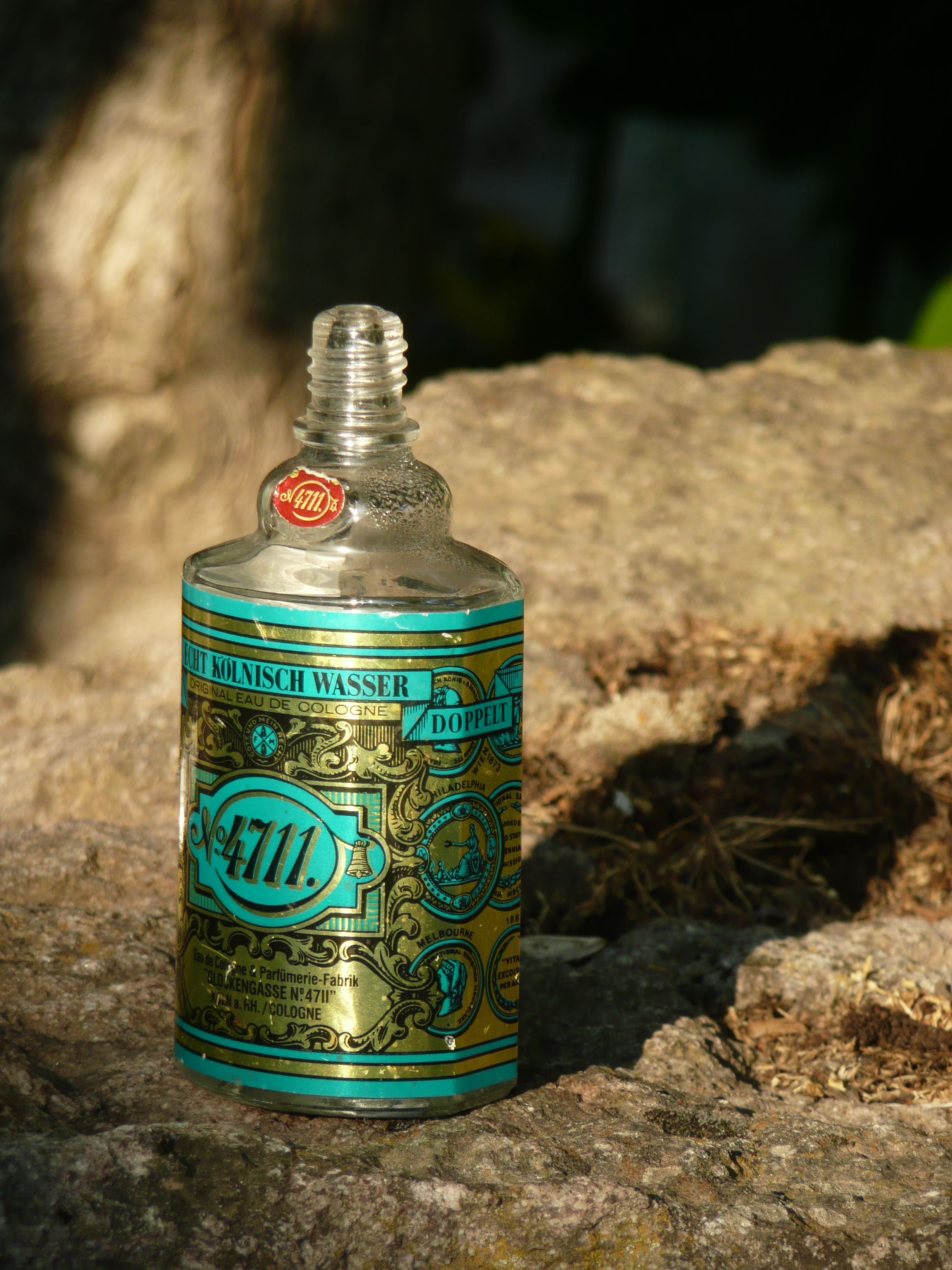
4711 cologne은 가장 유명한 오드콜로뉴이다.

오드콜로뉴(프랑스어: Eau de Cologne, 독일어: Kölnisch Wasser 쾰니슈 바서[*])는 향수 제품의 일종이다. 일반 향수와 비교하여 향기의 지속 시간은 짧다.

## 같이 보기
- 4711